# Habenaria transvaalensis
Habenaria transvaalensis är en orkidéart som beskrevs av Rudolf Schlechter. Habenaria transvaalensis ingår i släktet Habenaria och familjen orkidéer. Inga underarter finns listade i Catalogue of Life.